# آندره دیرل
آندره دیرل (انگلیسی: Andre Dirrell؛ زادهٔ ۷ سپتامبر ۱۹۸۳) بوکسور اهل ایالات متحده آمریکا است.